# Piet Clase
Petrus Johannes Clase (né le 13 octobre 1930 à Bothaville, État libre d'Orange, en Afrique du Sud) est un homme politique sud-africain, membre du parti national, député de la circonscription électorale de Virginia (1974-1991). Il est nommé ministre de l'Éducation et de la Culture à la chambre de l'assemblée en juillet 1985 dans le gouvernement PW Botha.

## Biographie
Fils de Christina Elizabeth Gezina Kleynhans et de son mari, Cornelius Petrus Clase, un fermier devenu plus tard agent municipal, Piet Clase est né à Bothaville le 13 octobre 1930. 
Après des études en éducation physique à l'université de l'état libre d'Orange, et son mariage en 1953 avec Dina Naude Fourie avec laquelle il aura 3 enfants, Piet Clase devient enseignant en sport au Helpmekaar Boys' High School de Johannesbourg et s'implique dans la vie syndicale de sa profession.
Il enseigne successivement dans les écoles de Vanderbijlpark, Henneman et de Welkom. Durant ces années, il préside la Afrikaanse Kultuurvereeniging  à Welkom et Henneman et la Amateur Drama Society de Welkom. De 1966 à avril 1974, Piet Clase dirige le Welkom Gymnasium.
Lors des élections générales sud-africaines de 1974, il est élu au parlement pour le siège de Virginia. Il est également élu président du comité directeur de l'association des enseignants de l'état libre d'Orange.  
En juillet 1985, il est nommé ministre de l'éducation au sein de la chambre de l'assemblée, fonction qu'il conserve en 1989 dans le gouvernement de Klerk. 
Lors des élections générales sud-africaines de 1989, il est réélu de justesse (47 voix d'avance) dans sa circonscription face à un candidat du parti conservateur d'Afrique du Sud. 
Classé parmi les membres les plus conservateurs du parti national, Piet Clase se montre dans ses fonctions, hostile à l'ouverture des écoles blanches aux élèves issues des autres catégories raciales établies par l'apartheid. Néanmoins, il lui revient d'annoncer, le 26 mars 1990, que le gouvernement a décidé d'abandonner la ségrégation dans l'enseignement public. Ainsi, à partir de janvier 1991, les écoles publiques réservés aux blancs sont autorisées à accepter en leur sein des enfants noirs, à condition que la majorité des parents de ces écoles donnent leur consentement.
En juillet 1991, en décalage personnel avec la politique menée par le gouvernement, Clase annonce sa démission et abandonne toutes ses fonctions politiques. Son siège à Virginia est alors remporté lors d'une élection partielle par Kobus Beyers, ancien député conservateur de Schweizer-Reneke.

## Sources
- Shelagh Gastrow Who's who in South African Politics, Ed. H. Zell, 1990, p 46
- No surprise in Virginia, Die Burger, 28 novembre 1991